# Royal Albert F.C.
Royal Albert Football Club – szkocki klub piłkarski z siedzibą w Larkhall.

## Historia
Klub został założony w 1878. W swojej historii rywalizował przez trzy sezony na trzecim szczeblu rozgrywkowym – w latach 1923–1926 w rozgrywkach Third Division.

## Reprezentanci kraju grający w klubie
stan na luty 2025
|  | - Alex Bell - John Clelland - Bob Hepburn - Robert Hogg - John Martis - Tom Miller - Nicol Smith - Jock Walker |